# Melita
Melita je žensko osebno ime.

## Izvor imena
Ime Melita je po izvoru grško in izhaja iz grškega mitološkega imena Melissa. To ime povezujejo z grško besedo μελισσα (mélissa), novoatiško μελιττα (mélitta) v pomenu »čebela, med«. Beseda μελιττα je izpeljanka iz grške besede μελι (méli) v rodilniku μελιτoς (mélotos) v pomenu besede »med«.

## Tujejezikovne različice imena
- pri Nemcih: Melis, Melisa, Melissa, Melitta

## Pogostost imena
Po podatkih Statističnega urada Republike Slovenije je bilo na dan 31. decembra 2007 v Sloveniji število ženskih oseb z imenom Melita: 1.891. Med vsemi ženskimi imeni pa je ime Melita po pogostosti uporabe uvrščeno na 134. mesto.

## Osebni praznik
V koledarju je 15. septembra Melita (Melisa), mučenka iz Trakije, † 15. sep. v 2. stoletju.